# Hernán Quezada
Hernán Quezada Cabrera (Santiago de Chile, 15 de diciembre de 1951) es un abogado chileno, defensor de los derechos humanos. Desde el 1 de enero de 2019 es miembro del Comité de Derechos Humanos de Naciones Unidas.

## Abogado de derechos humanos
Estudió derecho en la Facultad de Derecho de la Universidad de Chile, obteniendo el grado de Licenciado en Ciencias Jurídicas y Sociales en 1978. En 1990 obtuvo el grado de Doctor en Derecho en la Universidad de Hamburgo de la República Federal de Alemania. Por su parte, en 1993 consiguió nuevamente el grado de Doctor en Derecho, mención Derecho Público, esta vez en la Universidad de Estrasburgo III, Francia.
Luego del Golpe Militar de 1973, Quezada se desempeñó como abogado de la Vicaría de la Solidaridad. Allí se encargó, entre 1978 y 1985, de la defensa de prisioneros políticos y de familiares de ejecutados y detenidos desaparecidos ante tribunales militares y civiles durante la dictadura militar chilena.Entre 1982 y 1985, en pleno apogeo de la dictadura de Pinochet, fue abogado del Comité de Defensa de los Derechos del Pueblo (CODEPU), encargándose de la defensa de prisioneros políticos ante tribunales civiles y militares.
Tras el fin de la dictadura militar en 1990 y el inicio de la transición a la democracia en Chile, Quezada se desempeñó como Jefe del Programa Exilio–Retorno de la Vicaría de la Solidaridad, el cual se enfocó en apoyar a las personas que habían sido forzadas a salir del país durante la dictadura militar de Augusto Pinochet y que deseaban regresar a Chile.Este programa brindó asistencia legal, social y económica para facilitar el regreso y la reintegración de los exiliados a la sociedad chilena. Posteriormente, entre 1993 y 2007, Quezada fue abogado de la Fundación de Ayuda Social de las Iglesias Cristianas (FASIC), representando a familiares de víctimas de la dictadura ante los tribunales nacionales. Aunado a lo anterior, también fue parte del equipo legal de la Corporación Nacional de Reparación y Reconciliación (1995-1996), que tuvo como tarea calificar personas ejecutadas como detenidos desaparecidos durante la dictadura militar en Chile, y del Programa de Derechos Humanos del Ministerio del Interior de Chile (1996-1998). En dicho contexto, fue representante de las víctimas en casos emblemáticos de la dictadura, como el caso Letelier, el caso Prats, el caso Villa Grimaldi y el caso Operación Colombo.
Posteriormente, Quezada tuvo diversos cargos en el Ministerio de Relaciones Exteriores de Chile, al actuar como Jefe del Departamento de Derecho Internacional (2002–2003), abogado y experto de la Dirección de Asuntos Jurídicos (1998–2007, 2011-2014 y 2018-2022) y Director de Derechos Humanos (2014-2018).
En 2017, durante el Gobierno de la presidenta Michelle Bachelet, Quezada fue presentado como candidato a miembro del Comité de Derechos Humanos, resultando electo en junio de 2018 por un mandato de cuatro años, entre 2019 y 2022. En junio de 2022 fue reelegido como integrante del Comité para el período 2023-2026.